# Charles Juillard
Pour les articles homonymes, voir Juillard.
Charles Juillard, né le 17 décembre 1962 à Porrentruy (originaire de Damvant), est une personnalité politique suisse, membre du Centre.
Il est ministre jurassien, à la tête du Département des finances, de la justice et de la police, de 2007 à 2019, puis député du canton du Jura au Conseil des États.

## Biographie
Charles Juillard naît le 17 décembre 1962 à Porrentruy. Il est originaire d'une autre commune du même district jurassien, Damvant. Son père, agriculteur, est maire de Damvant pendant 24 ans.
Après avoir obtenu sa maturité à Porrentruy, il étudie le droit à l'Université de Neuchâtel. Il y obtient sa licence en 1987.
Il travaille de 1987 à 1998 pour la police cantonale jurassienne, d'abord comme adjoint du chef de la sûreté et juriste, puis comme chef de la sûreté et suppléant du commandant de police à partir de mai 1992. En 1998, il est nommé directeur d'une caisse d'assurances sociales. Il a également donné des cours de droit pénal et de police judiciaire à l'Institut suisse de police, à Neuchâtel.
Il a le grade de colonel à l'armée.
Il est marié à Christine, née Villard, depuis 1988. Ils ont trois enfants.

## Parcours politique
Il est président des Jeunes du Parti démocrate-chrétien (PDC) de 1985 à 1987, puis met sa carrière politique entre parenthèses pendant onze ans en raison de ses fonctions au sein de la police cantonale.
De 1998 à 2006, il est membre du Parlement jurassien. Il le préside en 2006. Il préside également, de 2005 à 2005, le PDC du canton.
Le 22 décembre 2006, il est élu membre du gouvernement du canton du Jura. Il entre en fonction le 1er janvier 2007, à la tête du Département des finances, de la justice et de la police. Il est réélu à deux reprises, le 8 novembre 2015 à la première place avec 48,1 % des voix[réf. nécessaire]. Il est président du gouvernement jurassien en 2010, 2014 et 2016. 
Lors des élections fédérales de 2019, il est élu au Conseil des États. Il démissionne donc du Gouvernement jurassien, où il est remplacé par la socialiste Rosalie Beuret Siess, le PDC perdant ainsi un siège,. Il joue un rôle déterminant dans l'élection, le 7 décembre 2022, de la Jurassienne Élisabeth Baume-Schneider au Conseil fédéral. Il est réélu au Conseil des États en octobre 2023. Il est membre de la Commission de gestion (CdG), qu'il préside depuis décembre 2023, de la Commission de la politique de sécurité (CPS) et, depuis novembre 2021, de la Commission des transports et des télécommunications (CTT).
Il devient en février 2024 l'un des trois vice-présidents du Centre,.

### Positionnement politique
Il est le seul conseiller aux États PDC à voter à contre-courant de son parti lors des votes portant sur le mariage pour tous, l'adoption et la PMA le 1er décembre 2020[réf. nécessaire].